# Heilig Hartbeeld (Lemiers)
Het Heilig Hartbeeld is een standbeeld in de Nederlandse plaats Lemiers, in de provincie Limburg.

## Achtergrond
Het Heilig Hartbeeld werd opgericht door de "vereniging van oud-gemobiliseerden en gedeporteerden" als gedenkteken ter herdenking aan de bevrijding van de Duitse bezetting in Nederland. Lemiers werd op 14 september 1944 door de Amerikanen bevrijd. Het beeld werd tien jaar later geplaatst en staat tegenover de Sint-Catharina en Luciakerk.

## Beschrijving
Het beeld toont een Christusfiguur ten voeten uit, gekleed in een lang gewaad. Zijn gedraaide houding suggereert beweging. Christus heeft zijn rechterhand opgeheven en wijst met zijn linkerhand naar het Heilig Hart op zijn borst. 
Op de sokkel is een plaquette aangebracht met een reliëf van een stervende man die wordt ondersteund door een ander, waarschijnlijk militairen.